# أراغورن
أراغورن شخصية خيالية لإنسان من ملحمة سيد الخواتم للمؤلفة [[ج. ر. ر. توكين|ج.ر.ر.تولكين]]. أحد الشخصيات الرئيسية في السلسلة وحفيد اسيلدور قاتل سورون والوريث الشرعي له. يلتقي به فرودو باغنز في نزل وهناك كان يسمى بسترايدر. يساعد اراغورن فرودو في توصيل الخاتم إلى ريفنديل حيث تتشكل رفقة الخاتم والتي يكون اراغورن ضمنها. ولكن بعد افتراق الرفقة يسعى اراغورن إلى اللحاق بالاورك لتحرير ماري وبيبن بمساعدة صديقيه ليغولاس غيملي. ثم يهزم سارومان في معركة هارونبيرع. ثم يذهب إلى غوندور وهناك تجري المعركة الكبرى. المعركة المنتظرة التي ستقرر مصير البشر وينجح البشر بالانتصار بها على جيوش موردور الذين كانو ثلاث اضعافهم.
وبعد الحرب النهائية بين البشر وسورون أمام أسوار ميناس تيريث وبعد أن استدعى الموتى للوفاء بوعدهم والمحاربة إلى جانبه ضد جيوش سورون وبعد انتحار خادم غوندور دينيثور بن اكتيليون وتحقق النصر للبشر ضد جيوش سورون تم تنصيبه كملك لمملكة غوندر ثو تزوج بأروين أندومييل بنت إيلروند.